# Lacombe (Aude)
Lacombe település Franciaországban, Aude megyében. Lakosainak száma 184 fő (2022. január 1.). Lacombe Cuxac-Cabardès, Fontiers-Cabardès, Laprade, Saint-Denis, Saissac és Arfons községekkel határos.

## Népesség
A település népessége az elmúlt években az alábbi módon változott:
| Lakosok száma | 153  | 150  | 139  | 158  | 165  | 167  | 172  | 175  | 175  | 184  |
|               | 1968 | 1982 | 1990 | 2006 | 2013 | 2015 | 2017 | 2019 | 2020 | 2022 |